# Tschechoslowakisches Kriegskreuz 1939

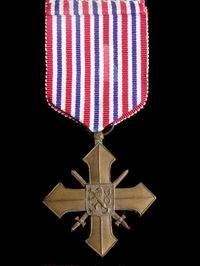
Tschechoslowakisches Kriegskreuz 1939

Das Tschechoslowakische Kriegskreuz 1939 (tschechisch Československý válečný kříž 1939) wurde gestiftet durch die Exilregierung der Tschechoslowakei am 20. Dezember 1940 und war angedacht zur Würdigung von Taten während des Zweiten Weltkrieges, die zur Befreiung der Republik führten. Die Verleihung erfolgte durch den Präsidenten beziehungsweise durch Verteidigungsminister und andere durch den Präsidenten bevollmächtigte Personen.
Das Kreuz hat nur eine Stufe. Die Verleihung erfolgte an tschechoslowakische Bürger in der Heimat, an Einheiten der tschechoslowakischen Armee und deren Angehörige im Ausland sowie an Einheiten der alliierten Armeen und deren Angehörige, die sich in den Kämpfen für die Befreiung der Tschechoslowakei verdient haben.
Das Kreuz besteht auf der Vorderseite aus dem kleinen Staatswappen der Tschechoslowakei, auf der Rückseite aus Wappenbildern der vier Länder (Slowakei, Karpatenukraine, Mähren und Schlesien).

## Quelle
- www.vyznamenani.net, Seite über alle Orden der Tschechoslowakei